# Халиде Едип
Халиде Едип Адъвар (на турски: Halide Edib Adıvar, خالده اديب) е турска политическа лидерка за защита на правата на жените, съратничка на Мустафа Кемал Ататюрк в националноосвободителната борба на турския народ, първата турска писателка, авторка на произведения в жанровете съвременен и исторически роман.

## Биография
Родена е през 1883 г. в Истанбул, Османската империя. Баща ѝ е бил секретар на султан Абдул Хамид II.
Тя получава домашно образование с частни уроци по европейска и османска литература, религия, философия, социология, пиано, английски, френски и арабски език. За кратко посещава гръцко училище в Цариград и учи гръцки език. През 1893 г. за кратко учи в Американския колеж за момичета. По-късно в периода 1899 – 1901 г. отново следва в него и го завършва.
След дипломирането си се омъжва за Салих Зеки бей, математик и астроном. Имат 2 сина. През 1910 г. се развежда със съпруга си поради нейното несъгласие той да има втора съпруга.
През 1908 г. започва да пише статии за образованието и статута на жените. Това я прави мишена и в продължение на година живее в Египет. През 1909 г. е издаден първият ѝ роман „Heyulâ“ (Велзевул). След развода нейната къща става интелектуален салон, който събира личности заинтересовани от нови концепции за турската национална идентичност.
През 1917 г. се омъжва за д-р Аднан Адъвар. Следваща година започва да работи като преподавател по литература в Истанбулския университет. Проявява все повече активност в националистическите движения в Турция под влиянието на Зия Гьокалп. В периода 1916 – 1917 г. е инспектор на Османската империя в училищата в Дамаск, Бейрут и Колежа „Свети Йосиф“ в Ливан.
След поражението на Османската империя през Първата световна война британските войски окупират Константинопол и другите части на империя. Тя активно се включва в съпротивата срещу окупацията. През 1920 г. е изпратена в изгнание в Малта, откъдето избягва в Анадола.
Включва се в Турската война за независимост, като заедно с Мустафа Кемал и журналиста Юнус Нади основават Анадолската информационна агенция. По време на Гръцко-турската война получава званието ефрейтор и активно обикаля фронта, пишейки за политиката на изгорена земя и жестокостите на гръцката армия.
През 1926 г. тя и сътрудниците ѝ са обвинени в държавна измяна и заедно със съпруга си емигрира в Европа, като живеят във Франция и Великобритания. Пътува много и преподава в САЩ и Индия.
През 1939 г. се връща в Турция и става преподавател по английска литература в Юридическия факултет на Истанбулския университет. През 1950 г. е избрана за член на Турския парламент.
През целия си живот неуморно продължава да твори. Нейните произведения са преведени на много езици. Те представят ярки образи на силни, достойни и независими героини, които успяват да изявят индивидуалността си въпреки суровата съпротива на едно враждебно и консервативно общество.
Халиде Едип умира в Истанбул на 9 януари 1964 г.

## Произведения
- Heyulâ (1909)
- Raik’in Annesi (1909)
- Seviyye Talip (1910)
- Handan (1912)
- Son Eseri (1913)
- Yeni Turan (1913)
- Mev’ud Hüküm (1918)
- Ateşten Gömlek (1923)
- Vurun Kahpeye (1923)
- Kalp Ağrısı (1924)
- Zeyno'nun oğlu (1928)
- Sinekli Bakkal (1936)
Синекли бакал, изд. „Народна култура“, София (1971); изд. „Рива“, София (2010), прев. Гюлчин Чешмеджиева
- Yolpalas Cinayeti (1937)
- Tatarcık (1939)
- Sonsuz Panayır (1946)
- Döner Ayna (1954)
- Akile Hanım Sokağı (1958)
- Kerim Usta'nın Oğlu (1958)
- Sevda Sokağı Komedyası (1959)
- Çaresaz (1961)
- Hayat Parçaları (1963)

## Екранизации
- 1923 Atesten gömlek – по романа
- 1949 Vurun kahpeye – по романа
- 1950 Atesten gömlek – по романа
- 1955 Yolpalas cinayeti – по романа
- 1964 Vurun kahpeye – по романа
- 1964 Döner ayna – по романа
- 1968 Sinekli bakkal – по романа
- 1973 Vurun kahpeye – по романа
- 1988 Atesten günler – сериал по романа „Atesten Gömlek“